# Спиновая сеть
Спиновая сеть — математическая модель описания физических явлений в терминах дискретных комбинаторных величин, основанная на понятии полного спина системы. Фундаментальными понятиями в ней являются описания связей между объектами, а не описания положения объектов в пространстве-времени. Наглядно спиновую сеть можно представить графом, описывающим квантовое состояние пространства.
Вершине спиновой сети соответствует объём пространства порядка длины Планка в кубе. Наличие элементарной частицы (например, электрона) обозначается специальной меткой у вершины. Из каждой вершины графа выходит три дуги. Дуге соответствует площадь порядка длины Планка в квадрате. Наличие поля (например, электромагнитного) обозначается специальной меткой на дуге графа. Изменение положения частиц и полей в пространстве моделируется дискретными перемещениями меток по вершинам и дугам графа. Каждая дуга графа помечена числом {\displaystyle j=0,{\frac {1}{2}},1,...}, означающим полный спин частицы или подсистемы частиц. Эти числа должны удовлетворять правилу Клебша-Гордана для моментов импульсов взаимодействующих частиц: если дуги, помеченные спинами {\displaystyle j_{1},j_{2},j_{3}} выходят из одной вершины, то
{\displaystyle |j_{1}-j_{2}|\leq j_{3}\leq |j_{1}+j_{2}|}. В теории спиновых сетей используется математический аппарат теории групп {\displaystyle SL(2,C)}.

## Где применяется
Теория спиновых сетей используется в математических моделях петлевой квантовой гравитации.